# Dylan Vente
Dylan Vente (Rotterdam, 9 maggio 1999) è un calciatore olandese naturalizzato surinamese, attaccante dell'Heerenveen.

## Carriera
Il 13 settembre 2017 esordisce in Champions League giocando gli ultimi venti minuti di gioco, subentrando a Michiel Kramer, contro il Manchester City, partita persa per 4-0.
Il 17 settembre ha esordito in prima squadra nel match perso contro il PSV per 1-0.
Il 17 dicembre gioca la sua prima partita da titolare e segna la prima rete da professionista contro lo Sparta Rotterdam, partita terminata con una vittoria per 7-0.
Questa rete ha creato un discreto clamore in quanto, ottanta anni prima, Leen Vente, ex calciatore del Feyenoord e prozio di Dylan, segnò la prima rete al de Kuip e molto simile a quella del pronipote.
Il 23 agosto 2019 passa in prestito all'RKC Waalwijk

## Statistiche

### Presenze e reti nei club
Statistiche aggiornate al 19 maggio 2024.
| Stagione         | Squadra          | Campionato       | Campionato | Campionato | Coppe nazionali | Coppe nazionali | Coppe nazionali | Coppe continentali | Coppe continentali | Coppe continentali | Altre coppe | Altre coppe | Altre coppe | Totale | Totale | Totale |
| Stagione         | Squadra          | Comp             | Pres       | Reti       | Comp            | Pres            | Reti            | Comp               | Pres               | Reti               | Comp        | Pres        | Reti        | Pres   | Reti   |        |
| ---------------- | ---------------- | ---------------- | ---------- | ---------- | --------------- | --------------- | --------------- | ------------------ | ------------------ | ------------------ | ----------- | ----------- | ----------- | ------ | ------ | ------ |
| 2016-2017        | Feyenoord        | ERE              | 0          | 0          | CO              | 0               | 0               |                    | -                  | -                  |             | -           | -           | 0      | 0      |        |
| 2017-2018        | Feyenoord        | ERE              | 9          | 3          | CO              | 2               | 0               | UCL                | 1                  | 0                  | SO          | 0           | 0           | 12     | 3      |        |
| 2018-2019        | Feyenoord        | ERE              | 13         | 1          | CO              | 2               | 3               | UEL                | 2                  | 0                  | SO          | 1           | 0           | 18     | 4      |        |
| 2019-2020        | Feyenoord        | ERE              | 1          | 0          | CO              | -               | -               | UEL                | -                  | -                  |             | -           | -           | 1      | 0      |        |
| gen.-ago. 2020   | RKC Waalwijk     | ERE              | 17         | 0          | CO              | 1               | 0               | -                  | -                  | -                  |             | -           | -           | 18     | 0      |        |
| 2020-2021        | Feyenoord        | ERE              | 1          | 0          | CO              | -               | -               | UEL                | -                  | -                  |             | -           | -           | 1      | 0      |        |
| Totale Feyenoord | Totale Feyenoord | Totale Feyenoord | 16         | 4          |                 | 4               | 3               |                    | 3                  | 0                  |             | 1           | 0           | 31     | 7      |        |
| gen.-lug. 2021   | Roda JC          | EED              | 15+2       | 4+1        | -               | -               | -               | -                  | -                  | -                  |             | -           | -           | 17     | 5      |        |
| 2021-2022        | Roda JC          | EED              | 38+2       | 23+1       | CO              | 2               | 1               | -                  | -                  | -                  |             | -           | -           | 42     | 25     |        |
| 2022-2023        | Roda JC          | EED              | 38         | 21         | CO              | 1               | 0               | -                  | -                  | -                  |             | -           | -           | 39     | 21     |        |
| Totale Roda JC   | Totale Roda JC   | Totale Roda JC   | 91+4       | 48+2       |                 | 3               | 1               |                    |                    |                    |             |             |             | 98     | 51     |        |
| 2023-2024        | Hibernian        | SP               | 30         | 5          | CS+CdL          | 1+3             | 0+2             | UECL               | 3                  | 1                  | -           | -           | -           | 37     | 8      |        |
| Totale carriera  | Totale carriera  | Totale carriera  | 158        | 59         |                 | 11              | 6               |                    | 6                  | 1                  |             | 1           | 0           | 176    | 66     |        |

### Cronologia presenze e reti in nazionale
| Cronologia completa delle presenze e delle reti in nazionale ― Suriname | Cronologia completa delle presenze e delle reti in nazionale ― Suriname | Cronologia completa delle presenze e delle reti in nazionale ― Suriname | Cronologia completa delle presenze e delle reti in nazionale ― Suriname | Cronologia completa delle presenze e delle reti in nazionale ― Suriname | Cronologia completa delle presenze e delle reti in nazionale ― Suriname | Cronologia completa delle presenze e delle reti in nazionale ― Suriname | Cronologia completa delle presenze e delle reti in nazionale ― Suriname |
| Data                                                                    | Città                                                                   | In casa                                                                 | Risultato                                                               | Ospiti                                                                  | Competizione                                                            | Reti                                                                    | Note                                                                    |
| ----------------------------------------------------------------------- | ----------------------------------------------------------------------- | ----------------------------------------------------------------------- | ----------------------------------------------------------------------- | ----------------------------------------------------------------------- | ----------------------------------------------------------------------- | ----------------------------------------------------------------------- | ----------------------------------------------------------------------- |
| 5-9-2024                                                                | Leonora                                                                 | Guyana                                                                  | 1 – 3                                                                   | Suriname                                                                | CONCACAF Nations League 2024-2025 - 1º turno                            | -                                                                       | 78’                                                                     |
| 9-9-2024                                                                | Le Gosier                                                               | Guadalupa                                                               | 1 – 0                                                                   | Suriname                                                                | CONCACAF Nations League 2024-2025 - 1º turno                            | -                                                                       | 76’                                                                     |
| 15-11-2024                                                              | Paramaribo                                                              | Suriname                                                                | 0 – 1                                                                   | Canada                                                                  | CONCACAF Nations League 2024-2025 - Quarti di finale                    | -                                                                       | 69’                                                                     |
| 19-11-2024                                                              | Toronto                                                                 | Canada                                                                  | 3 – 0                                                                   | Suriname                                                                | CONCACAF Nations League 2024-2025 - Quarti di finale                    | -                                                                       | 75’                                                                     |
| Totale                                                                  |                                                                         | Presenze                                                                | 4                                                                       |                                                                         | Reti                                                                    | 0                                                                       |                                                                         |

## Palmarès

### Competizioni nazionali
- Supercoppa dei Paesi Bassi: 2

Feyenoord: 2017, 2018
- Coppa dei Paesi Bassi: 1

Feyenoord: 2017-2018